# Cranes in the Sky
Cranes in the Sky è un singolo della cantante statunitense Solange, pubblicato nel 2016 ed estratto dal suo terzo album in studio A Seat at the Table.
Il brano è stato caratterizzato da un forte apprezzamento da parte della critica contemporanea ed ha anche assegnato alla cantante la sua prima vittoria del prestigioso Premio Grammy nel 2017 nella categoria Miglior Performance R&B.

## Accoglienza
"Cranes in the Sky" è stata inserita alla 7ª posizione della classifica delle 50 migliori canzoni del 2016 della rivista Rolling Stone descrivendola come "Un brano che può fermarti nel tuo percorso, senza un posto o un tempo specifico, descrivendo la tristezza da cui non può fuggire piangendo, bevendo, avendo rapporti sessuali o comprando beni. La musica parte dalla meditazione a un soul di altissimo livello".
Billboard inserisce la canzone alla 12ª posizione delle 100 migliori canzoni Pop del 2016 , dicendo " raramente l'angiscia post-adolescente viene manifestata in maniera dolce come Solange fa in questa canzone; Saadiq supporta la richiesta di serenità del testo creando una sorta di spazio sicuro, per la bellissima e candida tregua che Solange sta cercando".

## Video musicale
Il videoclip è stato diretto dalla stessa Solange e dal marito Alan Ferguson.

## Tracce
Download digitale
1. Cranes in the Sky – 4:10 (Solange Knowles, Raphael Saadiq)